# Julij Mejtus
Julij Serhijovyč Mejtus, ukrajinsky Юлій Сергійович Мейтус, rusky Ю́лий Серге́евич Ме́йтус (15. (28.) ledna 1903 Jelizavetgrad – 2. dubna 1997 Kyjev) byl ukrajinský hudební skladatel.

## Život
Julij Mejtus se narodil v Jelizavetgradě (dnešním Kropyvnyckém) v židovské rodině; jeho otec byl lékařem. (Na místě jeho rodného domu je dnes 1. dětská hudební škola G. Nejgauze.) Vystudoval v rodném městě klasické gymnázium a již v jedenácti letech doprovázel na klavír školní sbor při veřejných vystoupeních. V roce 1919 ukončil klavírní třídu na jelizavetgradské hudební škole Genricha Nejgauze. V době občanské války se Mejtus stal členem Buďonného První jízdní armády — působil v ní jako klavírista u politického oddělení a organizoval koncerty pro rudoarmějce. V letech 1923–1931 studoval na Charkovském hudebně-dramatickém ústavu, absolvoval skladbu u profesora S. S. Bohatyreva. V letech 1923–24 byl současně koncertním mistrem charkovského operního divadla, poté pracoval jako hudebních u divadla Proletkultu a u experimentálního divadla Bereziľ, vedeného významným režisérem Lesem Kurbasem, u něhož se seznámil též se svou pozdější ženou Oleksandrou Ivanovnou Vasiljevovou (zemřela roku 2005). V roce 1930 navštívil Berlín, v letech 1931–1941 vyučoval na charkovské konzervatoři lidovou hudbu. Věnoval se rovněž tvorbě hudby pro první ukrajinské filmy a přátelil se s O. Dovženkem. Roku 1939 se stal členem vedení Svazu skladatelů Ukrajiny.
Za druhé světové války byl Mejtus evakuován v Ašchabadu a Irkutsku. Za pobytu v Ašchabadu i později pomáhal vytvářet turkmenskou národní operu (Abadan, Lejli a Mendžun, Magtymguly), za což byl jmenován zasloužilým umělcem Turkmenské SSR. V roce 1944 přijel do Kyjeva, kde pak žil (na Velké žytomyrské ulici čp. 14/8) až do své smrti. Stal se národním umělcem USSR a laureátem Státní (Stalinovy) ceny SSSR (za operu Mladá garda, 1951). Roku 1954 vstoupil do KSSS. Od roku 1959 byl členem vedení Svazu skladatelů SSSR.
Roku 1985 bylo v Kirovohradě (dnes Kropyvnyckém) založeno skladatelovo muzeum. V roce 1999 byla jeho jménem nazvána jedna z ulic v Kyjevě.

## Dílo
Ve 20. letech 20. století se Mejtus řadil k sovětské hudební avantgarde, byl jedním z prvních propagátorů jazzu a psal hudbu pro experimentální inscenace L. Kurbase. Současně od roku 1927 začal sbírat a upravovat ukrajinské, ruské a jiné lidové písně; jeho úpravy ocenil mimo jiné Béla Bartók a Mejtus brzy zařadil lidovou hudbu do své vlastní tvorby, například ve své první orchestrální suitě. Byla to však jeho druhá orchestrální suita Na Dněprostroji z roku 1929, díky které jeho jméno proniklo i do ciziny: programové dílo o stavbě přehrady na Dněpru obsahuje i nápodobu zvuku strojů, v orchestru dominují bicí nástroje a setrvalé rytmy předjímající hudební minimalismus.
Po politickém potlačení hudebních experimentů ve 30. letech se Mejtus přeorientoval na styl socialistického realismu. Stal se jedním z jeho nejvýznamnějších a nejcharakterističtějších představitelů, jeho díla se vyznačují melodičností, poslechovou srozumitelností, prostou harmonií a v případě vokálně-instrumentálních děl dominancí vokální složky. Přílišnému zploštění a plakátovosti se snažil vyhýbat poučeným využitím lidové hudby, důrazem na lyrickou stránku děl a na psychologickou charakterizaci. Jeho styl však od 50. let až do smrti zůstal velmi konzervativní. Od konce 30. let se Mejtus také soustředil na vokální hudbu: nadále v jeho tvorbě dominuje jednak opera, jednak píseň (romance).
Julij Mejtus je jedním ze zakladatelů a hlavních tvůrců ukrajinské sovětské opery, napsal 17 oper různých žánrů (z toho čtyři ve spoluautorství): prostonárodní (Ukradené štěstí), historicko-epické (Jaroslav Moudrý), romanticko-pohádkové (Dcera větru, Lejli a Mendžun), hrdinské (Abakan, Mladá garda).
Značné místo v Mejtusově díle zaujímá komorní vokální hudba — je autorem téměř 300 romancí na slova Lesji Ukrajinky, I. Franka, T. Ševčenka, V. Sosjura, А. Malyška, P. Tyčyny, D. Pavlyčka, A. S. Puškina a jiných. Napsal rovněž mnoho instrumentálních a sborových skladeb pro děti.

### Přehled děl
Opery
1. Perekop (Перекоп), spolu s Vsevolodem Petrovyčem Rybalčenkem a Mychajlem Dmytrovyčem Tietzem, 1937-38, premiéra Kyjev 20. ledna 1939
2. Hajdamáci (Гайдамаки), spolu s Vsevolodem Petrovyčem Rybalčenkem a Mychajlem Dmytrovyčem Tietzem, libreto podle stejnojmenné básně Tarase Ševčenka, 1940-41, neprovedeno
3. Abadan (Абадан), s Aširem Kulijevem, 1942-43, premiéra Ašchabad 15. října 1943, 1943, druhá verze 1947 rovněž v Ašchabadu
4. Lejli a Medžnun (Лейла і Меджнун), s Daňatarem Öwezovem, 1945-46, premiéra Ašchabad 2. listopadu 1946
5. Mladá garda (Молода гвардія), Llibreto Andrij Malyško podle stejnojmenného románu Alexandra Fadějeva, 1947, premiéra 7. listopadu 1947 Kyjev, druhá verze premiéra Doněck 1950
6. Hvězda nad Dvinou (Зоря над Двіною), libreto Maksym Ryľskyj podle románu Severní Aurora (Северная Аврора, 1950) resp. hry Severní hvězdy (Северные зори, 1952) N. N. Nikitina, 1951-55; premiéra 5. června 1955 Kyjev; druhá verze pod názvem Severní hvězdy (Північні зорі) 1957
7. Ukradené štěstí (Украдене щастя, libreto Maksym Ryľskyj podle stejnojmenného dramatu Ivana Franka, 1958-59, premiéra Lvov 10. září 1960
8. Magtymguly (Махтумкулі), libreto Alty Karlijev a Berdy Muradovič Kerbabajev, 1962, premiéra Ašchabad 29. prosince 1962
9. Dcera větru (Вітрова донька), podle dramatu Viktoa Zubara, 1965, premiéra Oděsa 24. října 1965
10. Bratři Uljanovovi (Брати Ульянови), 1966, premiéra Ufa 25. listopadu 1967, druhá verze premiéra Alma-Ata 1970
11. Anna Kareninová (Анна Кареніна), podle stejnojmenného románu Lva Tolstého, 1970, neprovedeno
12. Jaroslav Moudrý (Ярослав Мудрий), libreto Oleksandra Vasiljeva podle básně Ivana Antonovyče Kočerhy, 1972, premiéra Doněck 3. března 1973
13. Richard Sorge (Ріхард Зорге), 1975, premiéra Lvov 24. února 1976
14. Mariana Pineda (Мар'яна Пінеда), podle stejnojmenného dramatu F. G. Lorcy, 1978, neprovedeno
15. Maria Volkonská (Марія Волконська), 1988, neprovedeno
16. Ivan Hrozný (Іван Грозний), podle povídky Alexeje Tolstého, 1980-83, neprovedeno
17. Antonius a Kleopatra (Антоній і Клеопатра), libreto Oleksandra Vasiljeva, 1993, neprovedeno

Vokálně-symfonická díla
- deset ukrajinských lidových písní ve volné úpravě pro nižší hlas s orchestrem, 1934, též verze pro vyšší hlas s orchestrem (1937) a u pěti z nich i pro sbor s orchestrem (1939)
- kantáta Kletba (Клятва) na slova Mykoly Bažana, 1941
- Sváteční tanec, na slova Berdyho Kerbabajeva, 1943
- kantáta Leninské slovo na slova Andrije Malyška, 1951
- symfonická báseň Doroš Moliboha (Дорош Молибога) pro baryton, sbor a orchestr, na slova Dmytro Kendrina, 1967-68

Symfonická díla
- orchestrální suita č. 1 na ukrajinské lidové téma, 1927
- orchestrální suita č. 2 Na Dněprostroji (На Дніпрельстані), 1929
- orchestrální suita č. 3 k osvobození Západní Ukrajiny, 1939
- orchestrální suita č. 4 k XXV. výročí Velkého října, 1942
- orchestrální suita č. 5 na ukrajinské lidové téma, 1944
- symfonická báseň Cestami slávy (Шляхами слави), 1945
- Turkmenská symfonie, 1946
- symfonická báseň Památce Ajdogdy Tachirova, 1948
- Ouvertura Ke sjednocení Ukrajiny s Rusí, 1954

Komorní instrumentální díla
- Variace na ukrajinské téma pro housle a flétnu, 1930
- Báseň, nokturno a allegro pro housle a flétnu, 1965
- V Karpatech (В Карпатах) pro flétnu, 1973
- 12 skladeb pro děti, 1979

Sbory
- Partyzánska suita (Партизанська сюїта), na slova S. Ščipačova, N. Ušakova, I, Utkina a A. Novického s doprovodem klavíru, 1942
- sbory bez doprovodu na slova T. Ševčenka, A. Puškina, P. Voroňka aj.
- pět sborů na slova Alexandra Tvardovského

Vokální díla
- cykly písní na slova M. Džalíla (Z Moabitských sešitů — 1956, 1973, 1979), A. Malyška (1962), L. Vyšeslavského (1963), E. Meželaitise (1964), D. Kedrina (1967), Je. Vinokurova, (1969), Lesji Ukrajinky (1971), M. Karima (1973), K. Kulijeva (1976), bulharských básníků, R. Burnse
- romance a balady (24) na slova současných básníků (1983–1984), na slova P. Brovky, L. Martynova (1985), R. Gamzatova (1987), D. Kuguľtinova, A. Achmatovové
- romance na slova T. Ševčenka, I. Franka, P. Tyčyny, M. Ryľského, V. Sosjura, L. Pervomajského, A. Malyška, M. Cvetajevové, М. Humiľova aj.
- úpravy ukrajinských, turkmenských, českých, moravských a slovenských lidových písní

Jiné
- hudba k činohrám
- hudba k filmům: Noční vozka (Нічний візник, 1930), Ivan (Іван, 1932, spoluautor) Poprava (Страта, 1935), Přísaha u Čertova brodu (Застава коло Чортового броду, 1936), Vedení (Кондуїт, 1936), Stará pevnost (Стара фортеця, 1937), Sedmnáctiletí (Сімнадцятилітні, 1939), Makar Neščaj (Макар Нечай, 1940), Za mírových dnů (У мирні дні, 1950), V ukrajinských stepích (В степах України, 1952), Mlha kryje nepřítele („Богатир“ іде в Марто, 1954), Dva Fjodorové (Два Федори, 1958), Konec Čirvy-Kozyra (Кінець Чирви-Козиря, 1958), Nebe volá (Небо кличе, 1959).

## Ocenění
- Zasloužilý umělec Turkmenské sovětské socialistické republiky, 1944
- Zasloužilý umělec Ukrajinské sovětské socialistické republiky, 1948
- Laureát Stalinovy ceny II. třídy, 1951, za operu Mladá garda
- Národní umělec Ukrajinské sovětské socialistické republiky, 1973
- Laureát Ševčenkovy ceny, 1991
- nositel dvou řádů Rudého praporu práce